# Півострів Делімара
35°49′55″ пн. ш. 14°33′32″ сх. д. / 35.832° пн. ш. 14.559° сх. д.
Півострів Делімара (мальт. Dellimara) — півострів, розташований на південно-східному краю острова Південно-Східний регіон Мальти, що утворює половину узбережжя Марсашлокка в затоці Марсашлокк. Міста Марсашлокк і Бірзеббуджа розташовані у 2,77 і 1,97 кілометра від півострова відповідно. В основному він відомий як місце розташування основної електростанції на Мальті, електростанції Делімара. Півострів також відомий двома туристично орієнтованими бухтами: Басейн Святого Петра та Каланка-Бей. Також на півострові розташований маяк, британський форт і залишки батареї госпітальєрів.